# Partido di Alberti
Il partido di Alberti è un dipartimento (partido) dell'Argentina fondato nel 1910 e facente parte della Provincia di Buenos Aires. Il capoluogo è Alberti.
Secondo il censimento del 2001 il partido contava una popolazione di 10.373 abitanti, con una diminuzione del 2,4% rispetto al censimento del 1991.

## Geografia
Il partido comprende le seguenti località principali:
- Alberti (7.493 ab. nel 2001)[2]
- Villa Ortiz (857 ab.)
- Mechita (438 ab.)
- Plá (237 ab.)
- Coronel Seguí (148 ab.)
- Villa Grisolía (112 ab.)
- Villa María (21 ab.)

## Società

### Evoluzione demografica
Al 2022 il dipartimento conta 12982 abitanti, rappresentando un incremento del 21,9% rispetto ai 10654 abitanti del censimento precedente, datato 2010.

### Etnie e minoranze straniere
Dei residenti nel partido, 1573 (corrispondenti al 12,1% della popolazione totale) provengono da altre province, mentre 274 (il 2,1% della popolazione) hanno nazionalità straniera. Di seguito i gruppi più numerosi:
1. Paraguay, 75
2. Bolivia, 24
3. Uruguay, 20
4. Perù, 17
5. Cina, 15

## Economia
L'economia del territorio è dominata dall'agricoltura. I suoi principali prodotti sono grano, mais, soia, avena, girasoli, sorgo e colture industriali.

## Amministrazione
| Intendente              | Mandato                             | Partito | Elezioni |
| ----------------------- | ----------------------------------- | ------- | -------- |
| Raúl Roberto Vaccarezza | 10 dicembre 1983 - 10 dicembre 1987 | UCR     | 1983     |
| Raúl Roberto Vaccarezza | 10 dicembre 1987 - 10 dicembre 1991 | UCR     | 1987     |
| Rubén Oscar Gamba       | 10 dicembre 1991 - 10 dicembre 1995 | UCR     | 1991     |
| Rubén Oscar Gamba       | 10 dicembre 1995 - 10 dicembre 1999 | UCR     | 1995     |
| Daniel Javier Frascini  | 10 dicembre 1999 - 10 dicembre 2003 | UCR     | 1999     |
| Leonel Omar Zacca       | 10 dicembre 2003 - 10 dicembre 2007 | PJ      | 2003     |
| Leonel Omar Zacca       | 10 dicembre 2007 - 10 dicembre 2011 | PJ      | 2007     |
| Marta Susana Medici     | 10 dicembre 2011 - 10 dicembre 2015 | PJ      | 2011     |
| Germán Lago             | 10 dicembre 2015 - 10 dicembre 2019 | PJ      | 2015     |
| Germán Lago             | 10 dicembre 2019 - 10 dicembre 2023 | PJ      | 2019     |
| Germán Lago             | 10 dicembre 2023 - in carica        | PJ      | 2023     |